# Споменик природе Запис у Лесковику
Споменик природе Запис у Лесковику је заштићено природно добро од 2003. године које се налази у Лесковнику код Ниша, а које админастративно припада Нишавском управном округу, Јужној и источној Србији као једном од пет статистичких региона Србије.

## Запис у Лесковику
Запис у Лесковику представља стабло храста цера које се налази у селу Лесковику, 14 км од Ниша, на приватном имању Благојевић Николе Милана. Налази се на надсморској висини од 550 м, а старост му је процењена на око 200 година. Представља остатак некада распрострањених шума сладуна и цера, врста храстова којима је, у овом селу али и у околним местима, знатно редукована распрострањеност. Из тог разлога појединачна стабла која су преостала се лако уочавају, нарочито овај цер импозантне висине и пречника. Осим по димензијама, стабло храста је препознатљиво и по декоративности. Његова крошња је широка а ниска, формирана је правилно и њене доње гране су оне које су најјаче и најдуже и пружају се готово хоризонтално, а ка врху се сужавају због чега се церу може придодати велика пејзажна вредност. Површина простора који припада крошњи је површина која је стављена под заштиту проглашењем цера за заштићено природно добро и она износи 2,47 ари.

### Дендрометријске карактеристике
Висина храста цера износи 18 м, а пречник његове крошње 17,75 м. Дебло почиње да се грана на 3 м од подлоге и правилног је облика; његова кора је испуцала, а у дну насталих пукотина види се црвенкаста боја. Обим дебла измерен је на 1,30 м од тла и износи 3,20 м, а пречник дебла, који је измерен такође на поменутој висини, износи 1,02 м.

## Споменик природе
Према Правилнику о категоризацији заштићених природних добара споменик природе Запис у Лесковику припада трећој категорији заштите – значајним природним добрима, а под заштитом се налази од 2003. године. Осим статуса заштићеног природног добра, цер из Лесковика има и статус записа - „светог дрва“. На Светог Николу 22. маја мештани села окупљају се око њега у великом броју, а потом посећују и цркву Светог Архангела која је у његовој близини, тачније – на око 50 метара од стабла.

### Управљач
Споменик природе поверен је на управљање ЈКП Медиана, Ниш.